# Площадь Якуба Коласа (станция метро)
«Пло́щадь Яку́ба Ко́ласа» (бел. Плошча Якуба Коласа) — станция Минского метрополитена. Расположена на Московской линии, между станциями «Академия наук» и «Площадь Победы». Строительство станции началось в 1981 году. «Площадь Якуба Коласа» была открыта 29 июня 1984 года в составе первой очереди минского метро. Своё название станция получила по расположению на одноимённой площади. Вторая по загруженности станция метро в Минске — в среднем ей пользуется 65,9 тыс. человек в сутки.

## Конструкция
Станция колонного типа из сборных железобетонных элементов. Основная тема оформления — белорусское народное творчество. В покрытии конструкции применен сборный железобетонный декоративный элемент с наклонными ребрами, ассоциирующимися с издавна применяемыми в народном зодчестве стропилами крыш. Колонны перронного зала облицованы керамикой золотистого цвета со стилизованными рисунками народного орнамента. В такой же керамике выполнены и панно над спусками в перронный зал из кассовых залов вестибюлей. (авт. А. Зензин, М. Пирогов, Ю. Богушевич, Г. Жарин, Л. Толбузин,В. Чурило)

## Выходы
Выходы станции расположены на площади Якуба Коласа. Один из них ведёт к скверу на площади и большому залу Белорусской государственной филармонии. Второй выход, оборудованный тремя лентами эскалаторов, ведёт к ЦУМу.

## Фотогалерея
- Панорама станции
- Пассажирская платформа
- Керамические рисунки на колоннах
- Выход в город, оборудованный эскалатором
- Турникеты